# Copa do Brasil (calcio a 5)
La Copa do Brasil è una competizione brasiliana di calcio a 5 fondata nel 2017, disputata da almeno una squadra per ogni singolo stato brasiliano. Dal 2018 il vincitore si qualifica alla Supercopa do Brasil.

## Albo d'oro
| Stagione | Sede             | Vincitore     | Finalista   |
| -------- | ---------------- | ------------- | ----------- |
| 2017     | Andata e ritorno | Horizonte     | Tubaronense |
| 2018     | Andata e ritorno | Corinthians   | Joinville   |
| 2019     | Andata e ritorno | Corinthians   | Horizonte   |
| 2020     | Andata e ritorno | Dois Vizinhos | Ceará       |
| 2021     | Andata e ritorno | Ceará         | Jaraguá     |

## Vittorie per club
| Titoli | Squadra       | Anni       |
| ------ | ------------- | ---------- |
| 2      | Corinthians   | 2018, 2019 |
| 1      | Horizonte     | 2017       |
| 1      | Dois Vizinhos | 2020       |
| 1      | Ceará         | 2021       |